# 68 Aquilae
68 Aquilae è una stella bianco-azzurra nella sequenza principale di magnitudine 6,12 situata nella costellazione dell'Aquila. Dista 558 anni luce dal sistema solare.

## Osservazione
Si tratta di una stella situata nell'emisfero celeste australe, ma molto in prossimità dell'equatore celeste; ciò comporta che possa essere osservata da tutte le regioni abitate della Terra senza alcuna difficoltà e che sia invisibile soltanto molto oltre il circolo polare artico. Nell'emisfero sud invece appare circumpolare solo nelle aree più interne del continente antartico. Essendo di magnitudine pari a 6,1, non è osservabile ad occhio nudo; per poterla scorgere è sufficiente comunque anche un binocolo di piccole dimensioni, a patto di avere a disposizione un cielo buio.
Il periodo migliore per la sua osservazione nel cielo serale ricade nei mesi compresi fra fine giugno e novembre; da entrambi gli emisferi il periodo di visibilità rimane indicativamente lo stesso, grazie alla posizione della stella non lontana dall'equatore celeste.

## Caratteristiche fisiche
La stella è una bianco-azzurra nella sequenza principale; possiede una magnitudine assoluta di -0,04 e la sua velocità radiale negativa indica che la stella si sta avvicinando al sistema solare.

## Sistema stellare
68 Aquilae è un sistema stellare formato da due componenti. La componente principale A è una stella di magnitudine 6,12. La componente B è di magnitudine 13,7, separata da 9,8 secondi d'arco da A e con angolo di posizione di 178 gradi.